# Michel Spinosa
Pour les articles homonymes, voir Spinosa.
Michel Spinosa, né le 27 février 1963 à Marseille, est un réalisateur et scénariste français.

## Filmographie

### Réalisateur
- 1986 : Un cadeau de Noël (court métrage)
- 1988 : La rue ouverte (court métrage)
- 1990 : La Jeune Fille et la Mort (court métrage)
- 1994 : Emmène-moi avec Karin Viard, Antoine Basler, Bruno Putzulu et Éric Savin
- 2000 : La Parenthèse enchantée avec Clotilde Courau, Karin Viard, Roschdy Zem, Vincent Elbaz et Géraldine Pailhas
- 2007 : Anna M. avec Isabelle Carré, Gilbert Melki et Anne Consigny
- 2013 : Son épouse avec Yvan Attal et Charlotte Gainsbourg

### Scénariste
- 1986 : Un cadeau de Noël de Michel Spinosa et Gilles Bourdos (court métrage)
- 1988 : La rue ouverte de Michel Spinosa (court métrage)
- 1990 : La Jeune Fille et la Mort de Michel Spinosa (court métrage)
- 1994 : Emmène-moi de Michel Spinosa
- 1998 : Disparus de Gilles Bourdos
- 2000 : La Parenthèse enchantée de Michel Spinosa
- 2003 : Inquiétudes de Gilles Bourdos
- 2007 : Anna M. de Michel Spinosa
- 2008 : Afterwards de Gilles Bourdos
- 2012 : Renoir de Gilles Bourdos
- 2013 : Son épouse de Michel Spinosa
- 2017 : Espèces menacées de Gilles Bourdos
- 2024 : Le Choix de Gilles Bourdos
- 2025 : La Fille d'un grand amour de Agnès de Sacy